# هنری جانسون (بازیکن فوتبال)
هنری جانسون (انگلیسی: Henry Johnson; ۱۹ نوامبر ۱۸۹۷ – ۲۰ اکتبر ۱۹۶۲) بازیکن فوتبال اهل بریتانیا بود.
از باشگاه‌هایی که در آن بازی کرده‌است می‌توان به باشگاه فوتبال دارلاستون، باشگاه فوتبال ساوت‌همپتون، باشگاه فوتبال کویینز پارک رنجرز، و باشگاه فوتبال کاونتری سیتی اشاره کرد.